# Bartomeu Vallmajó i Soler
Bartomeu Vallmajó i Soler (Besalú, 14 de desembre del 1912 - Girona, 16 de novembre del 1997) va destacar com a compositor de sardanes i propulsor d'activitats sardanistes. Es va especialitzar en la composició de sardanes revesses, gènere en la que esdevingué una figura reconeguda. En aquest camp, va proposar la limitació dels tiratges en 16 a 49 compassos pels curts i 50 a 99 pels llargs, que ha esdevingut norma.
Va començar els seus estudis de música a l'edat de set anys, amb els monjos benedictins de l'Abadia de Sant Pere de Besalú. Continuà amb mossèn Antoni Bassols i als quinze anys inicià l'estudi d'harmonia i composició amb el mestre barceloní Joan B. Lambert. De l'any 1928 són les seves primeres sardanes: Lluïment que neix, Saltirona, Idil·li pastoril i Sospirs de Besalú. Altres sardanes són: Noces d'argent, Ninetes gracienques, Rosa gentil, Terranostra, Amunt i Crits, Aires de l'Empordà, Costa Brava i Rambla Verdaguer. En total se n'hi atribueixen 67, més gran quantitat de sardanes revesses.
A banda de les seves activitats com a animador d'activitats sardanistes de tota mena i de jurat de concursos de colles sardanistes, també va ser durant més de 40 anys secretari del Col·legi d'Agents Comercials de Girona.

## Sardanes en el nostre arxiu
- Afectuositat Sardana per a cobla
- Aires d\'Empordà Sardana per a cobla	(1951)
- Amorosa	Sardana per a cobla	(1944c)
- Amunt i crits	Sardana per a cobla	(1947)
- L'aplec de Borrassà Sardana per a cobla (1974)
- Badalona	Sardana per a cobla
- Bell record Sardana per a cobla
- Besaluenca Sardana per a cobla
- Canet de Mar Sardana per a cobla	1946
- Canigó Sardana per a cobla
- Castellvell Sardana per a cobla (1946)
- Cel carmesí Sardana per a cobla
- Costa Brava Sardana per a cobla (1966e)
- Emília Sardana per a cobla
- Enigma (revessa) Sardana per a cobla
- Festiva Sardana per a cobla (1942)
- Flor de Catalunya Sardana per a cobla
- Gentilesa	Sardana per a cobla
- Gironina Sardana per a cobla
- Idil'li pastoril Sardana per a cobla (1928)
- Incògnita (revessa) Sardana per a cobla
- Intima Sardana per a cobla (1946)
- Intrigadora (revessa)	Sardana per a cobla
- Joia de Lloret Sardana per a cobla (1950)
- Jorn festiu Sardana per a cobla	(1949)
- Lluïment que neix	Sardana per a cobla	(1928)
- Maria Sardana per a cobla	(1933)
- Maricel Sardana per a cobla
- Mirant el mar Sardana per a cobla	(1949e)
- Moreneta d\'abril	Sardana per a cobla	(1964)
- Ninetes gracienques Sardana per a cobla (1932)
- Noces d\'argent Sardana per a cobla (1947)
- Nostres amors	Sardana per a cobla
- Nuri Sardana per a cobla
- Rambla Catalunya Sardana per a cobla (1950)
- Rambla Verdaguer Sardana per a cobla
- Revessa n. 2 Sardana per a cobla
- Riallera Sardana per a cobla
- Rialles d\'amor Sardana per a cobla
- Rosa gentil Sardana per a cobla
- Roserar Sardana per a cobla (1948)
- Saltirona Sardana per a cobla	(1928)
- Sospirs de Besalú Sardana per a cobla	(1928)
- Terranostra Sardana per a cobla
- Tornaboda	Sardana per a cobla
- Torrassenca Sardana per a cobla (1946)
- Vista alegre Sardana per a cobla.[4]

Música per a la dansa

- El meu promès, (pasdoble-galop)	Ballable original per a cobla.[4]